# セリー・オーク
セリー・オーク (Selly Oak) は、イングランドの都市バーミンガム南西部郊外にある住宅地区。この地区は、北東はボーンブルック (Bournbrook) とセリー・パーク (Selly Park)、北はエジバストン (Edgbaston) とハーボーン (Harborne)、西はウィーリー・キャッスル (Weoley Castle) とウィーリー・ヒル (Weoley Hill)、 南はボーンビル (Bournville)と境を接している。ウスター・バーミンガム運河 (The Worcester and Birmingham Canal) とクロス＝シティ線 (Birmingham Cross-City Railway Line) は、この地区の北の境界に沿って通っている。

## 地名の由来
セリー・オークは、かつてはエセリー (Escelie) という名で知られていた。「セリー (Selly)」という名は、"scelf-lei" すなわち「棚状の牧草地」に通じ、おそらくは第四紀におけるハリソン湖 (Lake Harrison) の形成と消失の後に残された氷河堆積物からなる地形のことであろう。

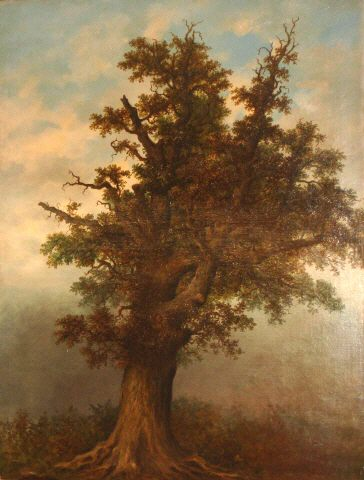
W.Stone による油絵「The Old Selly-Oak Tree」（1897年）

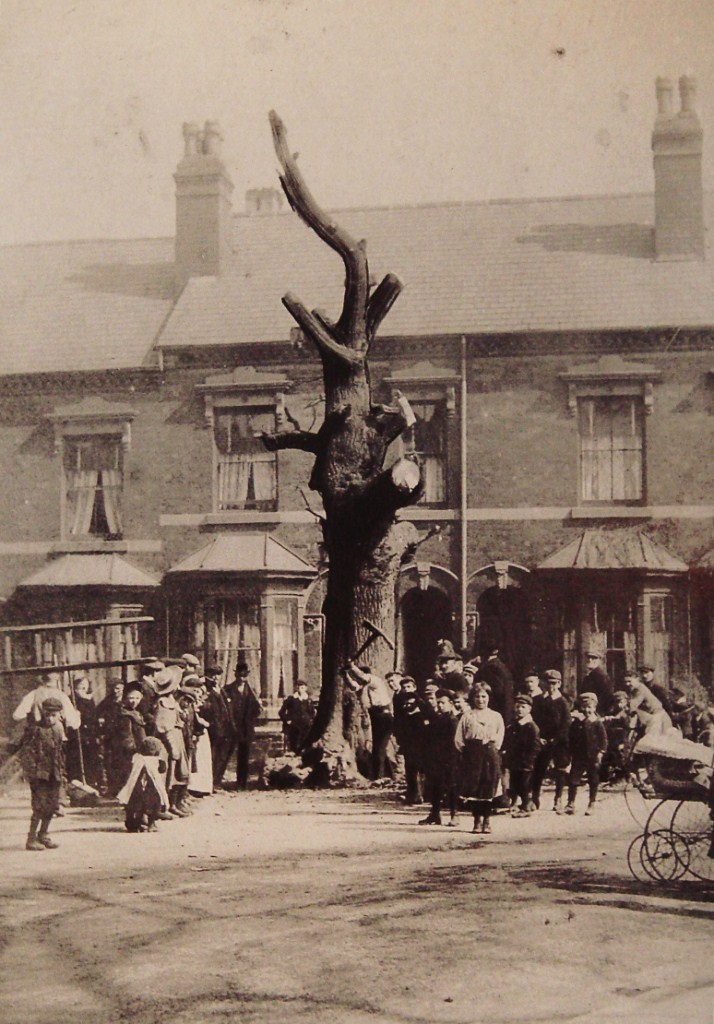
セリー・オークの伐採、1909年

「オーク (Oak)」の部分は、ブリストル・ロード (Bristol Road) とオーク・トゥリー・レーン/ハーボーン・レーン (Oak Tree Lane/Harborne Lane) の交差点にかつて存在していた大きなオークの木に由来している。木があった場所は、オーク・トゥリー・レーンの北側にある店のひとつの上に掲げられた、「オーク・トゥリー・プレイス (Oak Tree Place)」と記された1880年の古いヴィクトリア朝時代の街路名標識で示されている。

## オークの木
ここにあったオークの木は、最終的には1909年に伐採されたが、これは、その少し前から、木の近くに家屋が建て込んで根を傷つけ、倒木の危険があるのではないかと危惧されたためであった。木は倒された後、切断されたが、切り株はセリー・オーク公園 (Selly Oak Park) に移設されて現存しており、「セリー・オークの名の由来となったオークの古木の切り株。セリー・オークのオーク・トゥリー・レーンから1909年に移設。」と記された真鍮の銘板が付けられている。2011年の時点では、切り株はほとんど腐ってしまっており、真鍮の銘板も腐食が進んでいたため、セリー・オーク公園友の会 (the Friends of Selly Oak Park) によって銘板はレプリカに取り替えられた。取り外されたもともとの銘板は友の会によって保管されている。切り株の残骸はそのまま公園に残されている。
セリー・オークという地名の最も早い時期の記録は1746年のものであり、当時セリー地区が含まれていたノースフィールド・アンド・ウィーリーのマナー（荘園） (the Manor of Northfield and Weoley) の文書に現れる。セリー・オーク公園に移されたオークの古木の切り株を使った年輪年代学による分析の結果、この木が育ち始めたのは1710年から1720年にかけてのころであったことが判明している。したがって、この木がランドマークとなったのは、ウスターシャー州のブロムスグローヴ (Bromsgrove) からバーミンガムまで、現在のブリストル・ロードがターンパイク（有料道路）として開通した1727年の以降のことである。
元々この地にあったキングズ・ノートンからハーボーンへの道（現在のオーク・トゥリー・レーン/ハーボーン・レーンに相当）とブロムスグローヴからバーミンガムへの道（現在のブリストル・ロード）の交差点は、セリー・オークと呼ばれるようになる前にはセリー・クロス (Selly Cross) と称されていたようで、16世紀の文献には Selley Crosse（1549年）、 Selley Cross（1506年）などと記録されている。
ここにあったオークの古木について、サラ (Sarah) ないしサリー (Sally) という名の魔女に因んでセリー・オークと呼ばれるようになったとする俗説があるが、これには根拠はなく、おそらくは、地名が（"Selly" ではなく）"Sally" と綴られることがあったり、地元の人々が「サリー」に近く発音することを踏まえて後から考えだされたものであろう。実際、1789年にジョン・スネイプ (John Snape) が作成した運河地図には、地名が Sally Oak と記されていた。
1985年3月、交差点周辺の道路改良工事の竣工を記念し、「新しい」セリー・オークが、ブリストル・ロードの北側、ハーボーン・レーンとセインズベリー (Sainsbury's) の店舗敷地に囲まれた小さな三角地に、地元の自治体関係者によって植えられた。さらに2000年10月には、2本目の「新しい」セリー・オークが、ブリストル・ロードの南側の Bentella's Corner、元の古木があった場所からみてオーク・トゥリー・レーンの反対側に植えられた。さらにもうひとつ、3本目の「新しい」セリー・オークと言える木が、セインズベリーの駐車場に隣接した、1993年まで  The Great Oak というパブの建物があった跡地に植えられている。これらのオークの木は、 いずれも存続している。

## 統治
セリー・オークは、周囲の他の地区 (Bournbrook、Selly Park、Ten Acres、および  Stirchley の一部) とともに、同名の市議会選挙区セリー・オーク区 (Selly Oak (ward)) に属している。また行政上は、4つの選挙区（セリー・オークのほか、Billesley、Bournville、Brandwood から構成される）を合わせた範囲で成立している、やはり同名のセリー・オーク地区委員会 (council constituency、constituency committee) の下に置かれている。

## 人口と諸サービス
2001年の国勢調査では、セリー・オークの人口は25,792人で、人口密度は4,236人/km² と、バーミンガム市全体の 3,649 /km² より高かった。エスニック・マイノリティは人口の15.9%しかなく、バーミンガム市全体の 29.6% より低かった。バーミンガム大学に隣接しているため、この地区には学生が多数居住している。

### 教育
地区内には、ボーンビル校 (Bournville School)、聖メアリー国教会小学校などの学校がある。
また、各教派の神学校を中心としたセリー・オーク・カレッジズと総称される多数の学校があり、現在ではバーミンガム大学の一部となっている。

### 病院
現在は大学病院財団 (the University Hospital Trust) が経営しているセリー・オーク病院 (Selly Oak Hospital) は、旧キングズ・ノートン組合救貧院 (Kings Norton Union Workhouse) に入っているが、新しい施設に移るため、近く閉鎖される運びとなっている。診療施設の建物は、病室としては長い間使用されておらず、もっぱら事務室や会議室として使用されてきたが、現在、病院の一部は、アフガニスタンやイラクにおける戦闘の負傷兵の治療センターとして使用されており、さらに、ウェスト・ミッドランズ地方における義肢の製作と調整のセンターともなっている。
この地域の病院として存在してきたセリー・オーク病院とクイーン・エリザベス病院 (Queen Elizabeth Hospital) は一体となって大学病院財団を構成しているが、再開発計画が進行している。現在のクイーン・エリザベス病院の敷地でバーミンガム・スーパー病院 (Birmingham Super Hospital) の建設が既に始まっており、2010年に部分開業、2012年6月の全面完成目指されている。この新しい病院が全面開業した段階で、セリー・オーク病院は国民保健サービス病院  (NHS hospital) としての役割を終えるものとされている。

### 公共交通機関
セリー・オークは、隣接するボーンブルックともども、バーミンガム・ニューストリート駅とリッチフィールド・トレント・ヴァレー駅 (Lichfield Trent Valley railway station)、レディッチ駅 (Redditch railway station) を結ぶクロス＝シティ線のセリー・オーク駅の利用圏にある。この駅は、バーミンガム・ウェスト・サバーバン鉄道 (Birmingham West Suburban Railway) の駅として、ウスター・バーミンガム運河から敷地を借用して建設された。開業は1876年で、当時は単線の鉄道がバーミンガム・ニューストリート駅とスターチリー・ストリート駅（Stirchley Street、現在のボーンビル駅）を結んでいた。ミッドランド鉄道 (Midland Railway) が、キャンプ・ヒル線を利用して、自社の列車が方向転換なしにバーミンガムを通過できるようにするという目的で施設を買い上げると、線路は南に延長され、キングズ・ノートン駅でバーミンガム・グロスター鉄道と接続し、前線が複線化された。その後、1930年代はじめに線形が少し変更されたが、旧線の痕跡は、ブリストル・ロードを越えるガードの隣に現在も見える形で残っている。
かつて存在したブリストル・ロードの路面電車とその車庫は、1952年にバスに置き換えられた。電車車庫は、2005年ころに解体されて跡地は集合住宅となり、セリー・オークのバス車庫も1986年に廃止されて、1990年ころから貸し倉庫に改装された。

### 各種の公共施設
この地区には、様々な公共施設が整っている。セリーオーク図書館はセリー・オーク郷土史グループの拠点となっている。
カール・ブリッジウォーター (Carl Bridgewater) 殺人事件で告発され、冤罪で投獄されたブリッジウォーター・フォーのうちのひとりは、現在はなくなったパブ「Dog and Partridge」で逮捕された。往時には、Dog and Partridge や the Oak など、現在よりも数多くのパブがあった。かつては映画館 (the Oak) もあり、毎週土曜日の午前中には子供向け映画クラブの活動の場となっていた。この映画館は、現在のセインズベリーの敷地にあった。
セリー・オークには大規模な墓地として、1895年に設けられたロッジ・ヒル墓地があり、1911年以降はバーミンガム市当局が経営にあたっている。正門入口は、ギビンズ・ロード (Gibbins Road) とシェンリー・フィールズ・ロード (Shenley Fields Road) の交差点付近で、ウィーリー・パーク・ロード (Weoley Park Road) に面して設けられている。

### 宗教

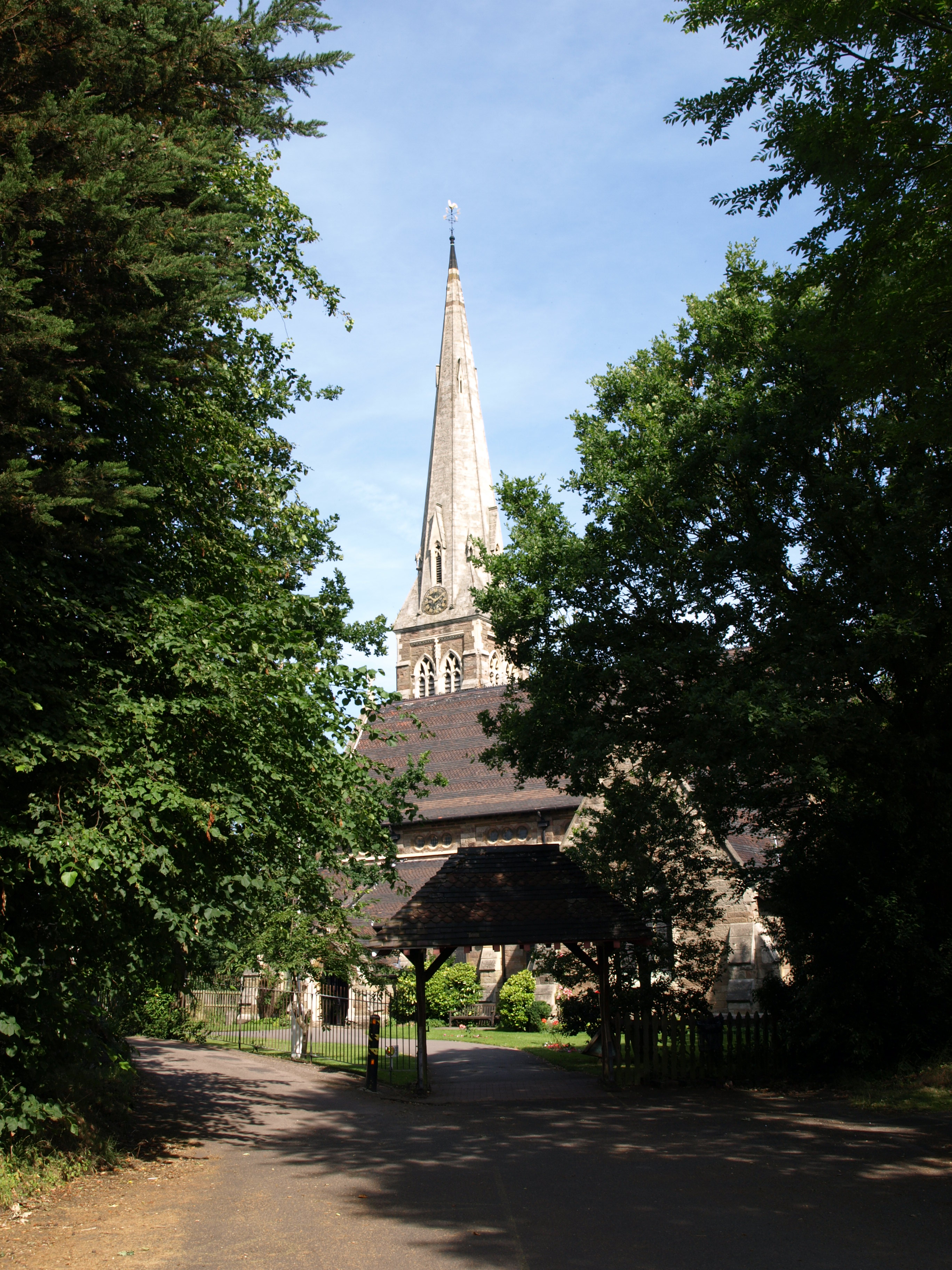
セリー・オークの聖メアリー教会

聖メアリー教会 (St. Mary's Church) は、めっき工場で成功したジョージ・リチャーズ・エルキントンが建設資金の大部分を拠出し、バーミンガムの建築家エドワード・ホームズ (Edward Holmes) が設計して、1861年に建立された。この教会の敷地内には、ジョージ・リチャーズ・エルキントンとその最初の妻メアリー・オースター・エルキントンをはじめ、エルキントン家の人々が何人も埋葬されている。教会には、エルキントン家の人々を顕彰する真鍮の銘板が設けられており、面白いことに、ヴィクトリア朝時代に流行した妖精を思わせるスタイルで、当時の服と中世の服を混ぜ合わせたような衣装に身を包んだ夫妻の姿が写しとられている。

## 産業
かつてはセリー・オークにも、エリオッツ・メタル (Elliotts Metal) や、バーミンガム・バッテリー・アンド・メタル (Birmingham Battery and Metal Company) など、少数ながら工場があった。
最初の大西洋横断電信ケーブルはセリー・オークで製造された。
エドワード・モンクス (Edward Monks) 造船所は、セリー・オークの、ダドリー運河 (Dudley Canal) とウスター・バーミンガム運河の接続点にある。

## テレビ制作
BBCドラマ・ヴィレッジは、セリー・オークに置かれており、BBCが2000年に放送した昼の連続ドラマ『Doctors』が撮影されたミル・ヘルス・センター (the Mill Health Centre：劇中の架空の医療センター) もセリー・オークにある。

## 再開発
セリー・オークは、20世紀のほとんどの時期を通して、ブリストル・ロード (A38) の拡幅計画によって、市街地荒廃が進行してきた。20世紀後半には、セリー・オーク中心部のブリストル・ロード沿いにおいて、数多くの歴史的建造物が破壊された。しかし、2005年に、この地域における重要な再開発計画が承認された。2011年8月には、セリー・オークと近隣のボーンブルックを通るブリストル・ロードの渋滞を緩和するため、新たに1.5kmのバイパスが開通し、併せて公共交通機関の改善やその他の施設の改良が進められた。計画は、ウスター・バーミンガム運河を通す水路橋、クロス＝シティ線の新しい鉄道橋の建設を含んでおり、さらに、セリー・オークとラパール (Lapal)、ヘイルズオーエン (Halesowen)を結ぶ運河 であるダドリー第2運河 (Dudley No. 2 Canal) のごく一部を再開して、可航範囲を広げ、運航拠点を設ける余地を残している。2013年3月から始まるこの計画の第2段階（既存建築物の解体撤去）は、バーミンガム大学の学生宿舎整備計画のための地ならしという面もある。強制的追い立ては、2013年1月から開始される予定である。

## 建築物
- 聖メアリー教会
- セリー・オーク図書館
- セリー・オーク・ポンプ場

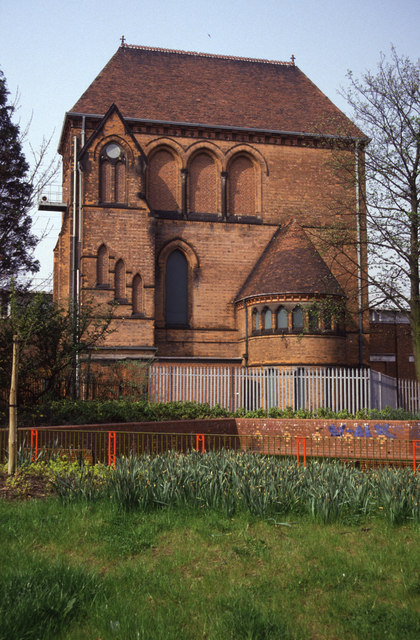
セリー・オーク・ポンプ場

- オムコ製薬 (Omco Pharmaceuticals)
- バーミンガム・バッテリー・アンド・メタル